# La argentinidad al palo (canción)
«La argentinidad al palo» es una canción y sencillo de la banda de rock argentina Bersuit Vergarabat, perteneciente a su álbum titulado La Argentinidad al Palo del año 2004. Fue el segundo sencillo del mismo, y su video fue producido por Jorge Lanata.

## Letra
Fue escrita por Gustavo Cordera, Oscar Righi, Juan Subirá, Pepe Céspedes y Carlos Martín. La letra y su video describen diversas pasiones, símbolos y contradicciones presentes en la nacionalidad argentina, con un poco de vulgaridad.

## Menciones
La canción menciona varias creaciones o inventos desarrollados en la Argentina como el dulce de leche, las biromes y los dibujos animados; también habla sobre figuras históricas del país como Carlos Gardel, Diego Maradona, Carlos Monzón, Che Guevara y Gustavo Cordera, políticos como Fernando de la Rúa, Raúl Alfonsín, Carlos Menem, José Luis Manzano y Domingo Cavallo, y figuras controversiales como Jorge Videla, Ricardo Barreda, el Padre Grassi y Alfredo Yabrán. También hace mención al suicidio del médico argentino René Favaloro, ocurrido en el año 2000.
La canción concluye que la historia Argentina «oscila entre el éxtasis y la agonía», «Los argentinos somos derechos y humanos» (en referencia al eslogan utilizado por la dictadura, para ocultar las denuncias en su contra por desapariciones y torturas, frente a los representantes de derechos humanos internacionales) y que los argentinos pueden «ser lo mejor y también lo peor con la misma facilidad».
También en uno de sus versos, se usa el famoso modismo de expresión cultural «Yo, argentino».